# Malabo
Malabo je glavno mesto Ekvatorialne Gvineje v Srednji Afriki, ki leži ob severni obali otoka Bioko v Gvinejskem zalivu, na robu potopljenega ognjeniškega kraterja. Po oceni iz leta 2011 ima približno 137.000 prebivalcev, s čimer je za mestom Bata na obali celinskega dela Ekvatorialne Gvineje drugo največje mesto v državi.
Med mestnimi znamenitostmi so stolnica, sedež vlade in sodišča, med turisti pa je priljubljena tudi tržnica. V Malabu je kampus Narodne univerze Ekvatorialne Gvineje. Večina prebivalcev pripada bantujskemu ljudstvu Fang in so pretežno katoličani. Kljub temu, da je uradni jezik španščina, se v vsakdanjem življenju večinoma uporabljajo domorodni jeziki. Je tudi finančno in gospodarsko središče države z enim najglobljih pristanišč v regiji, kjer pretovarjajo kmetijske pridelke za izvoz.

## Zgodovina
Pred prihodom Evropejcev so otok poseljevala različna bantujska plemena. Leta 1474 je postal portugalska kolonija, poimenovan Fernando Po po njegovem odkritelju. Tri stoletja kasneje ga je Portugalska predala Španiji v zameno za nekaj ozemlja v Južni Ameriki. Od Špancev so ga najeli Britanci, ki so leta 1827 ustanovili Malabo, takrat poimenovan Port Clarence, kot vojaško bazo v spopadu s trgovci s sužnji v tem delu Afrike. Ko so se leta 1843 preselili na celino, so naselje prevzeli Španci in ga preimenovali Santa Isabel. Otoki skupaj s celinskim delom so bili del kolonije Španska Gvineja.
Leta 1968 se je Ekvatorialna Gvineja osamosvojila, na oblast je prišel Francisco Macías Nguema, s čimer se je pričelo obdobje nasilnih medetničnih in političnih obračunavanj, v katerem je bila pobita ali se izselila tretjina prebivalstva. Naslednje leto je preselil prestolnico iz mesta Bata v Santa Isabel, katerega ime je »afrikaniziral« v Malabo. Leta 1979 je Nguemo strmoglavil sedanji predsednik Teodoro Obiang Nguema Mbasogo, pod katerim so se najokrutnejši ekscesi končali, vendar je mesto skupaj s preostankom države še vedno revno, nerazvito in korumpirano. Stanje se je nekoliko izboljšalo po začetku izkoriščanja naftnih zalog leta 1997, vendar je večina prihodkov v rokah elite, zato Malabo kot celota še vedno zaostaja v razvoju.

## Mednarodne povezave
Malabo je pobraten z Guadalajaro v Mehiki.